# Station Warszawa Lotnisko Chopina
Station Warszawa Lotnisko Chopina is een spoorwegstation in het stadsdeel Włochy in de Poolse hoofdstad Warschau.